# Raval del Ferran
Raval del Ferran, també conegut com el El Ferran, és un nucli del municipi de Castellbell i el Vilar, a la comarca catalana del Bages. És situat a la part septentrional del terme, a la vall de la riera de Marganell, entre la serra de la Beguda al nord i el turó del Marquès al sud. El raval és al peu de la carretera local BV-1123 a l'alçada del km 1, prop del Burés. El mas del Ferran, que ha donat nom al Ferran, es troba sota la serra de la Beguda, bosc endins, vora el rasot de Cal Tirot.